# Villerest
Villerest là một xã trong tỉnh Loire miền trung nước Pháp.

## International Relations

### Twin towns - sister cities
Villerest kết nghĩa với:
- Piatra Neamţ, România[1]